# Дево, Шарль
Шарль Жозеф Дево (фр. Charles Joseph Devaux; 5 октября 1797, Брюгге — 23 декабря 1861) — бельгийский политик.
Принадлежал к известной семье либеральных интеллектуалов, наиболее заметным представителем которой был его двоюродный брат Поль Дево. В 1815 году поступил на государственную службу в администрацию провинции Западная Фландрия (в составе Объединённого королевства Нидерландов). В 1836—1860 гг. занимал ответственный пост секретаря администрации, фактически исполняя обязанности губернатора во время болезни или отсутствия последнего. Считается, что Дево сыграл решающую роль в том, что заказ на реконструкцию кафедрального Собора Святого Спасителя с возведением 99-метровой башни в неоготическом стиле был получен братом его жены, английским архитектором Робертом Деннисом Чантреллом.
Находясь на своей административной должности, Дево не мог при этом занимать и официальные партийные посты, но неформально он был одним из лидеров созданной в 1846 году Либеральной партии, а также фактически руководил городской партийной газетой L’Impartial de Bruges. Кроме того, в 1840-е гг. Дево возглавлял городскую юношескую организацию «охотников-разведчиков» (нидерл. Compagnie Jagers-Verkenners) — местную разновидность скаутского движения.